# Saint-Macaire, Gironde
Saint-Macaire är en kommun i departementet Gironde i regionen Nouvelle-Aquitaine i sydvästra Frankrike. Kommunen ligger i kantonen Saint-Macaire som tillhör arrondissementet Langon. År 2022 hade Saint-Macaire 2 000 invånare.

## Befolkningsutveckling
Antalet invånare i kommunen Saint-Macaire
Referens:INSEE